# Slaveri i Indien
Slaveri i Indien förbjöds under 1800-talet. Existensen av slaveri i det förmuslimska antikens Indien har varit föremål för diskussioner, men det är klart belagt från den muslimska medeltiden och framåt. Det avskaffades av västmakterna i deras indiska kolonier under olika tidpunkter under 1800-talet. 

## Antiken
Huruvida slaveri existerade i det Indien föra den islamiska tiden har varit föremål för debatt, därför att det hänger på huruvida gamla ålderdomliga ord som dasa och dasyu bör tolkas som en benämning på slavar, tjänare, livegna eller något annat.

## Islamiska riken
Klart och tydligt definierat slaveri i Indien finns belagt efter med den muslimska invasionen av under 700- och 800-talen. Umayyaderna under Muhammad-bin-Qasim tog tiotusentals slavar på 700-talet. 
Enligt muslimsk lag var muslimer förbjudna att hålla andra muslimer som slavar, men tillåtna att förslava kafir från Dar al-Harb (icke muslimer), en regel som kodifierades i Fatawa 'Alamgiri under mogulriket på 1600-talet, men som tillämpades i Indien från 700-talet och som ledde till en omfattande handel med hinduiska indier både inom Indien och internationellt. 
Indiska slavar tillfångatogs som krigsfångar och såldes till både Mellanöstern, Centralasien och Kina. Även afrikanska slavar fördes till Indien av arabiska slavhandlare; det indiska Siddifolket är ättlingar till dessa slavar. Handeln med icke muslimska indier fortsatte till in på 1800-talet.

## Kolonialtiden

### Tidiga besittningar
I de europeiska besittningarna i Indien förekom slaveri och slavhandel till långt in på 1800-talet. I synnerhet holländarna handlade med indiska slavar så långt bort som till Västindien, Sydafrika och Ostindien, och även i Portugisiska Indien och Franska Indien förekom slavhandel fram till 1876 respektive 1848. Britterna begränsade slavhandeln i sina besittningar från 1774 och förbjöd initialt att någon som inte var född till slav gjordes till slav, och från 1811 all slavhandel i sina besittningar i Indien.

### Brittiska Indien
År 1841 uppskattades antalet slavar i Indien till mellan åtta och nio miljoner. Slaveriet i Indien avskaffades på papperet av britterna år 1843 genom Indian Slavery Act of 1843, och i praktiken genom Indian Penal Code of 1861, där slavhandel officiellt kriminaliserades.
Slaveriet övergick därefter till systemet med kontraktstjänare, som fortsatte till in på 1900-talet. Många av de före detta slavarna hamnade i en skuldfälla hos sina förra ägare, som lånade dem pengar efter frigivningen, och då de tvingades betala igen genom arbete, fortsatte exsslavarna i praktiken att tvångsarbeta för sina exägare till långt in på 1900-talet.

## Modern tid
Indien blev en självständig nation år 1947. Det moderna Indien har blivit känt som ett centrum för modernt slaveri.
Enligt Global Slavery Index från 2018 fanns det 40.3 miljoner människor i slaveri världen över år 2016, och Indien stod för 8 miljoner av dessa, det vill säga nästan tjugo procent, vilket gjorde det till den största enskilda bidragaren till modernt slaveri. 
Modernt slaveri inkluderar normalt olika typer av illegalt tvångsarbete som skuldslaveri, barnarbete, tvångsäktenskap, människohandel, påtvingat tiggeri och sexuellt slaveri.